# Arsenikkis

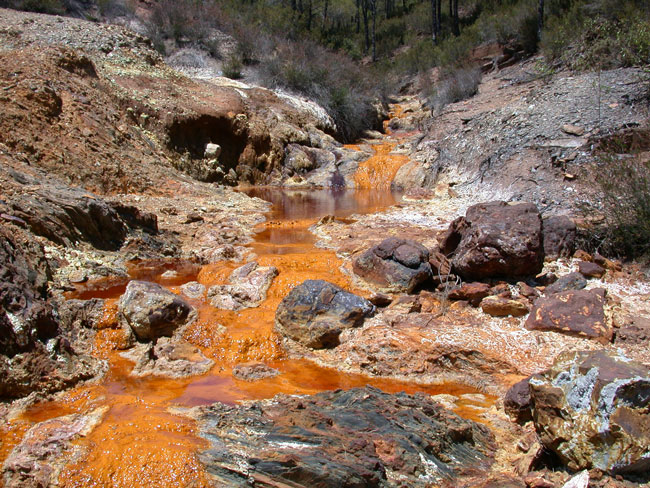
Río Tinto i Spanien visar en sur dränering av både naturligt och artificiellt ursprung (gruvdrift)

Arsenikkis (kallas även arsenopyrit), är ett mineral som består av järn, arsenik och svavel (FeAsS). Det är ett hårt (Mohs 5,5–6) metalliskt, ogenomskinligt, stålgrått till silvervitt mineral med en relativt hög specifik vikt på 6,1. När det löses upp i salpetersyra frisätts elementärt svavel. När arsenopyrit värms upp producerar den svavel- och arsenikånga. Med 46 procent arsenikhalt är arsenopyrit, tillsammans med orpiment, en huvudmalm av arsenik. När avlagringar av arsenopyrit exponeras för atmosfären omvandlas mineralet långsamt till järnarsenater. Arsenopyrit är i allmänhet ett syraförbrukande sulfidmineral, till skillnad från järnkis som kan leda till sur gruvdränering. Ur arsenikkismalm framställer man arseniktrioxid, det vill säga det kända giftet arsenik.
Kristallformen, hårdheten, densiteten och vitlöklukten när den slås är typiska. Arsenopyrit i äldre litteratur kan benämnas mispickel, ett namn av tyskt ursprung. Det kallas också ibland för mundic, ett ord som härstammar från cornishdialekt och som också hänvisar till en kopparmalm, samt en form av försämring i ballastbetong gjord med gruvavfall.
Arsenopyrit kan också förekomma tillsammans med betydande mängder guld. Följaktligen fungerar den som en indikator på guldbärande rev. Många arsenopyritguldmalmer är eldfasta, det vill säga guldet lakas inte lätt ur cyanid från mineralmatrisen.

## Kristallstruktur

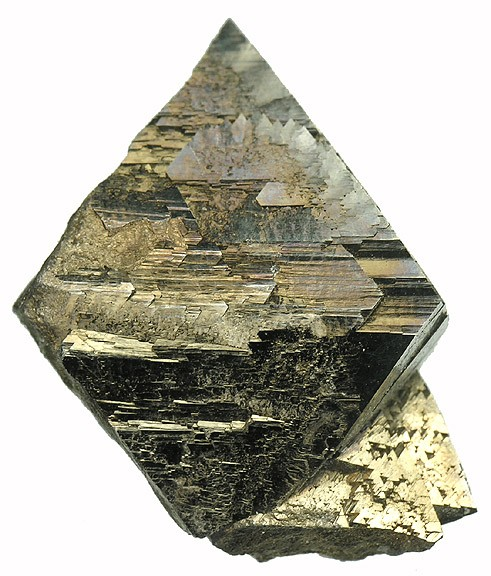
Arsenopyritkristall från Yaogangxiangruvan, Hunan, Kina (storlek: 2,7 x 2,0 x 1,7 cm)

Arsenopyrit kristalliserar i det monokliniska kristallsystemet och uppvisar ofta prismatiska kristaller eller kolumnformar med ränder och vanligt tvillingar. Arsenopyrit kan i äldre referenser benämnas ortorombisk, men den har visat sig vara monoklinisk. När det gäller dess atomstruktur är varje Fe-centrum kopplat till tre As-atomer och tre S-atomer. Materialet kan beskrivas som Fe3+ med den diatomiska trianjonen AsS3−. Atomernas anslutningsmöjligheter är mer lik den i markasit än pyrit. Jonbeskrivningen är ofullständig eftersom materialet är halvledande och Fe-As- och Fe-S-bindningarna är mycket kovalenta.

## Relaterade mineral

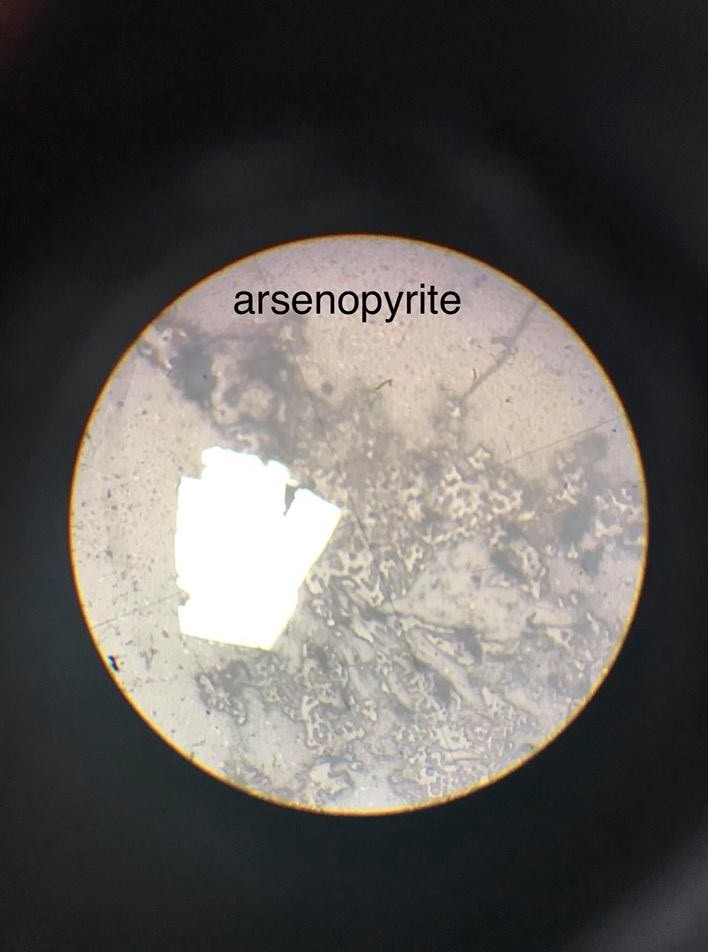
Mikroskopisk bild av arsenopyrit

Olika övergångsgruppmetaller kan ersätta järn i arsenopyrit. I arsenopyritgruppen finns bland andra följande sällsynta mineraler:
- Klinosafflorit: (Co,Fe,Ni)AsS
- Gudmundit: FeSbS
- Glaucodot eller alloklasit: (Fe,Co)AsS eller (Co,Fe)AsS
- Iridarsenit: (Ir,Ru)AsS
- Osarsit eller ruarsit: (Os,Ru)AsS eller (Ru,Os)AsS

## Förekomst
Arsenopyrit finns i hydrotermiska vener vid hög temperatur, i pegmatiter och i områden med kontaktmetamorfism eller metasomatism.
Mineralet återfinns i smärre mängder på ett flertal ställen i Sverige, vanligen tillsammans med andra sulfidmineral och rikligast i Skelleftefältet.